# 経済開発庁
シンガポール経済開発庁（英: Economic Development Board, EDB、中: 经济发展局）は、シンガポール政府の省庁のひとつであり、シンガポールを、商取引と投資に関する全世界的な中心とするための戦略を計画し実行している。
この省庁は、1961年に設立され、企業への支援、起業への支援、投資家への支援を行っている。具体的には、企業への支援は、既にある多国籍企業やシンガポールを拠点とする企業に、法的支援、労働力の支援を与え、それらの企業の利益の増加（それはシンガポールの発展を意味する）を援助することを意味する。また、起業への支援として、新たに起業を行う人間への資金、設備の提供を行っている。さらに、投資家には、投資家の永住やビジネスにおけるネットワークの提供等の支援をしている。